# Agathia hainanensis
Agathia hainanensis là một loài bướm đêm trong họ Geometridae.